# Magda Minciotti
 (Fossato di Vico, 20 luglio 1929 – Pesaro, 28 luglio 1990) è stata una partigiana italiana deportata per lavoro coatto in Germania.

## Biografia
Nacque in una famiglia antifascista, di tradizione mazziniana; i genitori, Giuseppe, capostazione a Chiaravalle, e Angelina Poggi, non erano sposati e la famiglia era composta dai figli Giacinto Minciotti (Giorgio all'anagrafe) e Agnese Lapini, nati in precedenti matrimoni, e dai tre figli della coppia: Sauro, Giorgio e Magda.
Magda, studentessa liceale al quarto anno al “Vittorio Emanuele II” di Jesi, aveva partecipato con la famiglia alla Resistenza: salvò un ponte spegnendo le micce accese e una notte, aiutata da un altro partigiano, soccorse il partigiano Nello Congiu, ferito in uno scontro con una pattuglia tedesca, trasportandolo in un casolare isolato, dove morì nelle prime ore del 24 giugno 1944.
Il giorno 8 luglio 1944 a Monte San Vito, dove la famiglia era sfollata dopo il bombardamento alleato di Chiaravalle del 17 gennaio 1944, i nazisti, non avendo trovato il fratello Giacinto, capo partigiano nella Vallesina, arrestarono Magda e il fratello Giorgio. Magda fu deportata in Germania e assegnata al lavoro coatto alla Siemens; Giorgio, di salute cagionevole e quindi assegnato a lavori leggeri in Italia, scelse di accompagnare la sorella ma morì scavando trincee nel gelo delle Ardenne. Tornò a casa a luglio 1945, malata di tubercolosi renale e affranta dal dolore per la morte di Giorgio. Non riprese a frequentare la scuola e, a causa dell'indifferenza verso i reduci e alla considerazione infamante verso le donne deportate in Germania, Magda si chiuse nel silenzio.

### Il diario
Alcuni giorni dopo l’arresto iniziò a scrivere un diario su un blocchetto di ricevute scadute trovato per caso, in cui annotò accadimenti e riflessioni e che concluse alla liberazione. Tornata a casa lo ricopiò, aggiungendo titolo e premessa, ma non lo pubblicò. Lo conservò per tutta la vita, consegnandolo al figlio Giorgio Castellani poco prima della morte. Fu pubblicato nel 2017.

### Relazioni sociali in prigionia
Nonostante i trasferimenti imposti nel lager, riuscì a costruire un tessuto di relazioni affettive: con la valtellinese Laura Robustelli stabilí un'amicizia che sarebbe durata tutta la vita.
Nella prigionia in Italia, condivise la cella a Mondolfo e Novilara con la partigiana fanese di diciassette anni Leda Antinori.